# Henri Lebossé
 (janvier 2017).
Si vous disposez d'ouvrages ou d'articles de référence ou si vous connaissez des sites web de qualité traitant du thème abordé ici, merci de compléter l'article en donnant les références utiles à sa vérifiabilité et en les liant à la section « Notes et références ».
Victor Henri Gustave Lebossé né à Paris le 5 octobre 1845 et mort dans la même ville le 4 octobre 1922, est un sculpteur français. 

## Biographie
Sculpteur-reproducteur, Henri Lebossé ne produit pas d'œuvre personnelle mais est l'un des principaux praticiens d'Auguste Rodin. À l'aide d'un pantographe tridimensionnel, il réduit ou agrandit en plâtre les modèles originaux. On lui doit de nombreuses sculptures de Rodin à différentes échelles pour lequel il travaille exclusivement à partir de 1894. Rodin modèle la sculpture en terre, puis ses assistants la moulent et en tirent un plâtre. Lebossé peut alors la reproduire à une échelle différente, en terre ou en plâtre. On lui doit ainsi les différentes versions des Trois Ombres, du Penseur, Ugolin, Iris, du Balzac, La Porte de l'Enfer ou encore de L'Homme qui marche. 
Il exécuta la version posthume de La Défense de Rodin sous les recommandations du premier directeur du musée Rodin, Léonce Bénédite.
Son atelier était situé au 26, rue du Moulin-Vert à Paris.